# بازاکسنده
در شیمی، یک بازاکسنده(به انگلیسی: Reoxidant) واکنشگری است که یک کاتالیزور را با اکسایش بازسازی می کند. در برخی موارد از آن‌ها به صورت استوکیومتری استفاده می شود، در موارد دیگر فقط مقادیر کمی مورد نیاز است.